# 马克西姆·梅尔莫兹
马克西姆·梅尔莫兹（法語：Maxime Mermoz；1986年7月28日—）是一位法國橄欖球運動員。他是法國國家橄欖球隊的一員，代表法國參加了2015年橄欖球六國賽。